# Мосбахер, Джоржетт
Джоржетт Мосбахер (род. 16 января 1947) — американский политический деятель, посол США в Польше (2018−2021). Председатель консультативного совета фонда «Зелёный берет».
14 февраля 2018 года президент Дональд Трамп назначил Мосбахер послом в Польше. 12 июля 2018 года её кандидатура была утверждена Сенатом США.
20 января 2021 года была снята с должности посла США в Польше.

## Польско-российский скандал
Осенью 2019 года разгорелся польско-российский дипломатический скандал, связанный с Резолюцией Европарламента от 19.10.2019, возложившей вину за развязывание Второй мировой войны не только на Гитлера, но и на Сталина. В этой связи 29 декабря 2019 года Мосбахер оставила сообщение в Твиттере:

Уважаемый Президент Путин, Гитлер и Сталин вместе начали Вторую мировую войну.
Оригинальный текст (англ.)Dear President Putin, Hitler and Stalin colluded to start WWII.

По её мнению, «Польша была жертвой этого ужасного конфликта».
В ответ спикер Госдумы Вячеслав Володин заявил, что мнение Мосбахер оскорбляет граждан как России, так и США:

Посол США в Польше своим заявлением оскорбляет не только граждан России и бывших республик СССР, но и Соединенных Штатов Америки. Незнание истории или умышленное её искажение недопустимо, когда официальные представители страны, входящей в антигитлеровскую коалицию, в преддверии 75-летия Победы делают такие заявления

## Награды
- Почётная медаль острова Эллис
- Большой крест Ордена Заслуги (12 января 2021 г., Польша) — за выдающиеся заслуги в развитии дружественных польско-американских отношений и сотрудничества и участие в деятельности по укреплению международной безопасности[6].

### Комментарии
1. ↑  Ранее Владимир Путин заявил по поводу резолюции Европарламента, что Польша и ее союзники искажают историю[3].

### Сноски
1. ↑  Georgette Mosbacher // SNAC (англ.) — 2010.
2. ↑  Editorial, Reuters. Trump to tap Georgette Mosbacher as ambassador to Poland: White House. Дата обращения: 1 января 2020. Архивировано 1 января 2020 года.
3. 1 2 3  Russia-Poland row over start of WW2 escalates Архивная копия от 6 января 2020 на Wayback Machine, BBC, 31.12.2019
4. ↑  Statement by the Prime Minister of Poland Mateusz Morawiecki Архивная копия от 31 декабря 2019 на Wayback Machine — заявление премьер министра Польши по поводу резолюции Европарламента от 19.10.2019 (англ.)
5. 1 2  Володин призвал США проверять своих послов на знание истории. Дата обращения: 1 января 2020. Архивировано 1 января 2020 года.
6. ↑  Odznaczenie dla J. E. Georgette Mosbacher (пол.). www.prezydent.pl. Дата обращения: 12 января 2021. Архивировано 12 января 2021 года.